# Purpurkardinal
Der Purpurkardinal (Cardinalis phoeniceus) ist eine in Südamerika vorkommende Vogelart aus der Familie der Kardinäle (Cardinalidae).

## Merkmale
Der Purpurkardinal erreicht eine Körperlänge von ca. 19 Zentimetern. Zwischen den Geschlechtern besteht ein starker Sexualdimorphismus hinsichtlich der Gefiederfärbung. Das Gefieder der Männchen ist auf Ober- und Unterseite auffällig purpurrot gefärbt, lediglich die Federn der Flügel sind leicht verdunkelt, wobei vor allem die Handschwingen ins Bräunliche tendieren. Ein schmaler Ring um die Schnabelbasis sowie bei manchen Exemplaren auch die Zügel sind schwarz gefärbt. Die Weibchen sind an Kopf, Nacken, Hals und Scheitel bräunlich-grau gefärbt. Die schwarze Gesichtszeichnung der männlichen Artgenossen findet sich auch bei ihnen wieder, ergänzt um weißliche Flecken an den Stirnseiten und unter den Wangen. In Richtung Rücken und Bürzel nimmt das Gefieder eine wärmere, bräunlichere Färbung an, die sich auch am Flügel wiederfindet, dort jedoch zunehmend dunkler wird. An der Basis der Handschwingen sowie der Innenfahnen der Armschwingen finden sich beim Weibchen rosafarbene bis hellrote Einschläge. Die Steuerfedern sind matt rotbraun mit gräulich-braunen Säumen. An der Unterseite zeigt sich eine zimtfarbene bis gelbbraune Färbung, die zumeist zum Bauch hin etwas heller wird. Beide Geschlechter haben eine auffällige, fast immer aufgestellt gehaltene Haube aus verlängerten Federn, die beim Männchen leuchtend rot mit etwas dunkleren Spitzen gefärbt ist. Die Haube des Weibchens ist hingegen weniger kräftig rot und wirkt deutlich schmutziger und verwaschener. Der Schnabel ist bei beiden Geschlechtern blass hellblau, beim Männchen meist etwas kräftiger als beim Weibchen, und endet in einer schwarzen Spitze. Die unbefiederten Beine sind gräulich bis hornfarben. Die Iris des Auges zeigt ein dunkles Braun.

## Ähnliche Arten
Vom Rotkardinal (Cardinalis cardinalis) unterscheidet sich der Purpurkardinal wie folgt:
- Rotkardinalmännchen: Gefiederfarbe: blutrot; Schnabel: rot; deutliche schwarze Gesichtsmaske.
- Purpurkardinalmännchen: Gefiederfarbe: purpurrot; Schnabel: hellblau; Gesichtsmaske stark reduziert oder gänzlich fehlend.
- Rotkardinalweibchen: Schnabel: rot; Gefiederfarbe: grau bis graubraun; Handschwingen und Steuerfedern teilweise rötlich.
- Purpurkardinalweibchen: Schnabel: hellblau; Gefiederfarbe sowie Handschwingen und Steuerfedern ähnlich dem Rotkardinalweibchen, meist etwas blasser.

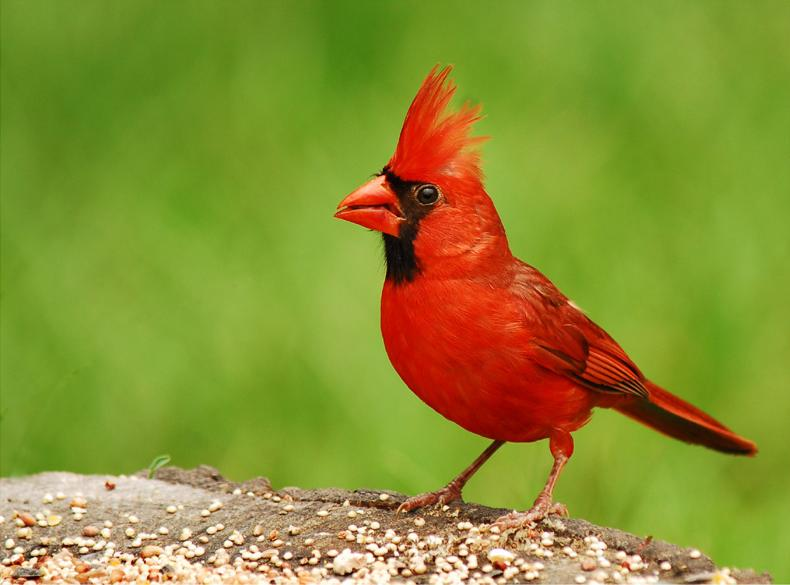
Rotkardinal, Männchen
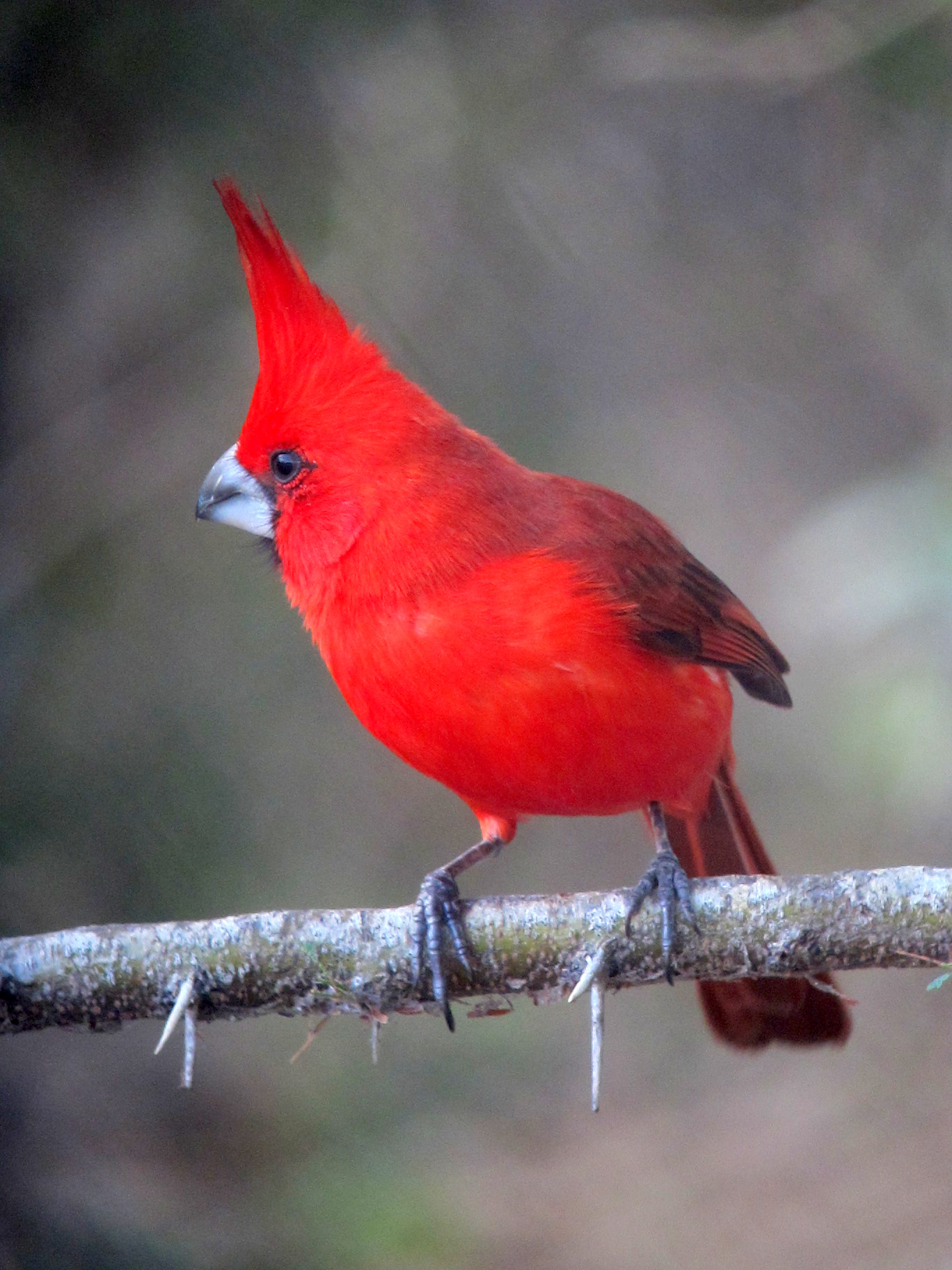
Purpurkardinal, Männchen
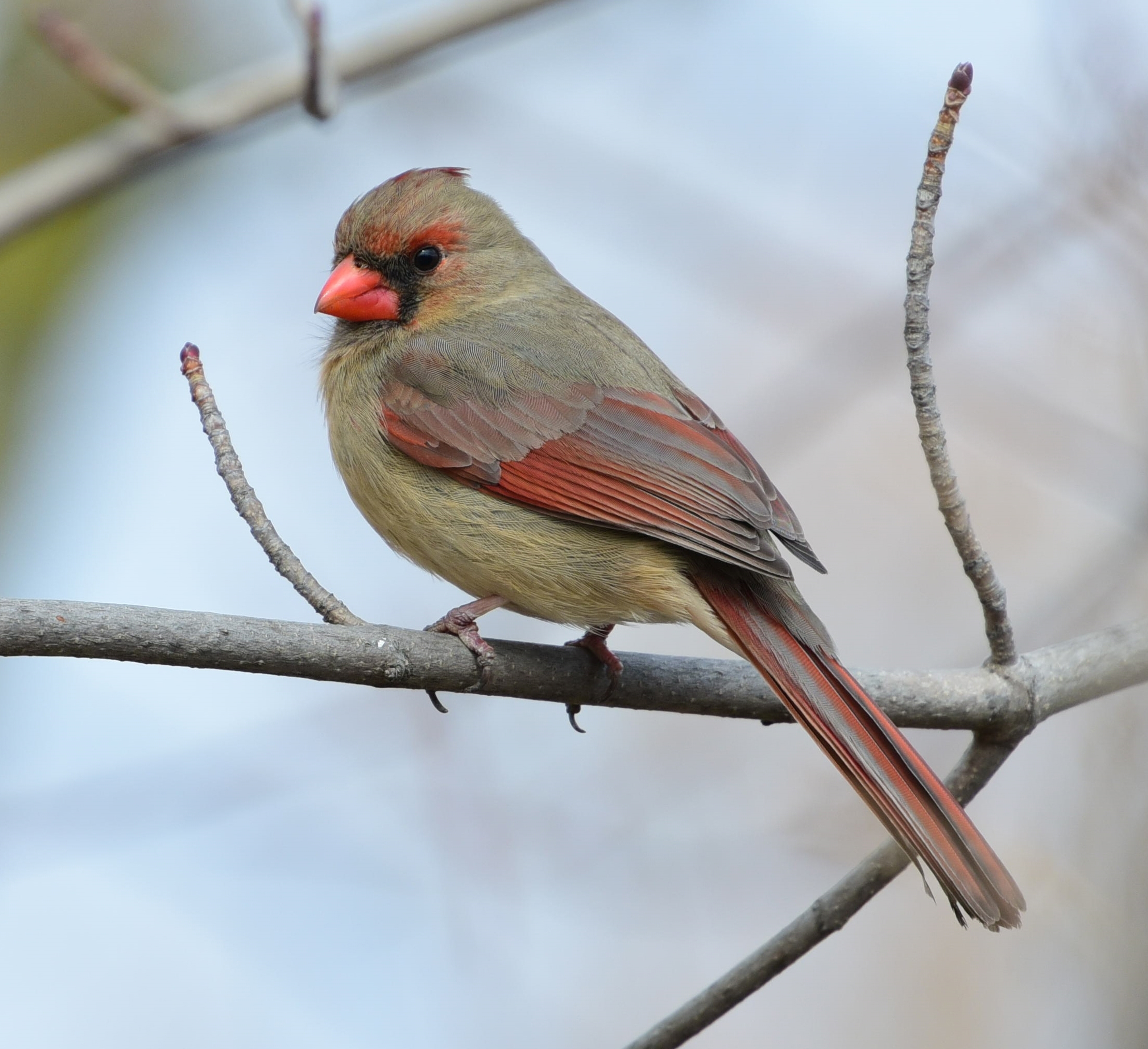
Rotkardinal, Weibchen
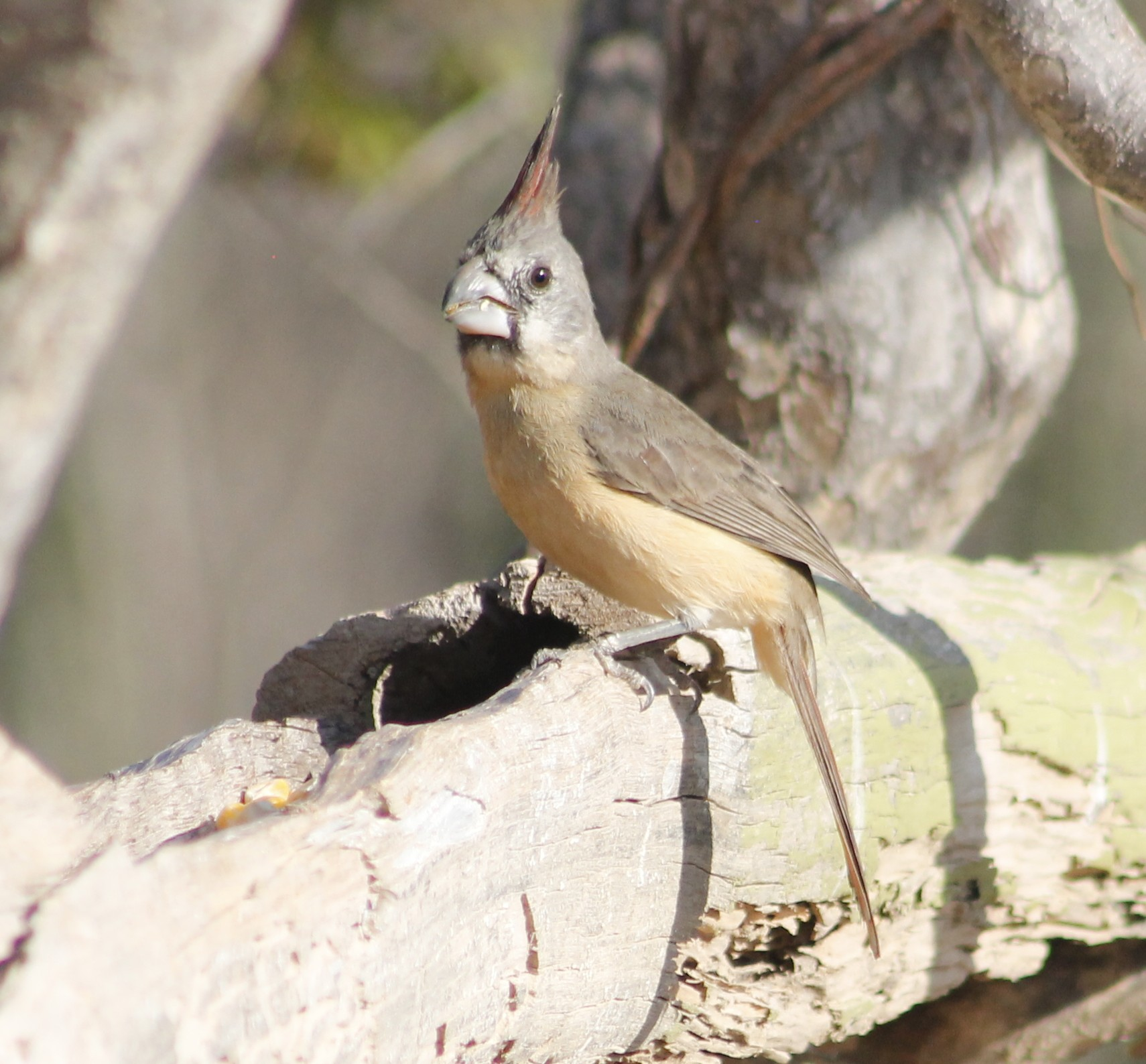
Purpurkardinal, Weibchen

## Verbreitung und Lebensraum

Verbreitungsgebiet des Purpurkardinals

Der Purpurkardinal kommt in zwei voneinander getrennten Regionen in Südamerika vor. Zum einen lebt er in einem Gebiet, das von der Guajira-Halbinsel im Nordosten Kolumbiens bis hin zum Bundesstaat Lara im Norden Venezuelas reicht, zum anderen weiter östlich in Venezuela im Bundesstaat Anzoátegui. Er besiedelt bevorzugt steppenartige Landschaften mit üppiger Busch- und Strauchvegetation in Höhenlagen zwischen 300 und 700 Metern.

## Lebensweise
Der Purpurkardinal lebt meist versteckt in dichtem Buschwerk. Er ernährt sich von Wirbellosen, Früchten und Samen. Zuweilen tritt er in kleinen Gruppen auf. Die Nistsaison erstreckte sich von Juni bis August. Das Nest ist napfförmig und enthält in der Regel drei bis vier Eier. Nur die Weibchen brüten, die Jungvögel werden von beiden Elterntieren versorgt. Der Gesang des Purpurkardinals besteht aus einer melodiös und langsam vorgetragenen Serie von Pfeiftönen.

## Bestand und Gefährdung
Trotz der beiden relativ begrenzten Vorkommensgebiete wird der Purpurkardinal von der Weltnaturschutzorganisation IUCN als „least concern = nicht gefährdet“ geführt.